# Obba Babatundé
Obba Babatundé, nascido Donald Cohen (Queens, 1 de dezembro de 1951) é um ator, dublador, cantor, diretor, produtor e autor de teatro norte-americano. De origem nigeriana, ele adotou um nome composto de palavras iorubanas: Obba, para "rei", e Babatunde, que significa "pai voltou novamente".

## Vida profissional
Como ator, ele apareceu em mais de dezessete produções teatrais, trinta filmes, sessenta telefilmes e duas séries do horário nobre, além de diversas aparições de canto e dança. Ele já interpretou muitas vezes figuras de autoridade e  também é adepto da língua de sinais americana. 

### Cinema
Nos cinemas, é mais conhecido pelos papéis nos filmes Filadélfia, The Wonders, How High, Life (filme de 1999), Material Girls, After the Sunset, The Manchurian Candidate (2004), The Notebook, The Celestine Prophecy e That Thing You Do!. 

### Televisão
Na televisão, já fez aparições em vários seriados como The Fresh Prince of Bel-Air, Dawson's Creek, Friends, Grey's Anatomy, NCIS, Cold Case, Touched by an Angel, Chicago Hope e Kingdom. 

### Cantor
Alguns de seus trabalhos gravados incluem cantar a faixa título do álbum "Sack Full of Dreams" de Onaje Allan Gumbs, e "The Gal That Got Away" no Over The Rainbow, a trilha sonora de Harold Arlen.
Em 1982, Babatunde estrelou a ópera Treemonisha, de Scott Joplin, como Zodzetrick. Eles o produziram primeiro em 1976. Depois que a ópera foi redescoberta, a estréia mundial foi produzida em 1972 pela Orquestra Sinfônica de Atlanta e pelo Morehouse College.

### Teatro
Sua primeira performance na Broadway foi em TImbuktu! (1978). 
Ele também fez parte do elenco original do musical Dreamgirls interpretando CC White, para qual ele foi indicado a um Tony Award em 1982 como Melhor ator de destaque em um musical.
Obba chegou a dirigir uma nova versão da peça anos depois. Grande imitador de Sammy Davis Jr., ele interpretou o cantor no musical sobre a vida dele. O próprio Davis elogiou o trabalho de Obba diversas vezes.

### Dublagem
Na dublagem, Obba já deu voz ao Lando Calrissian em diversos jogos como Star Wars: Galactic Battlegrounds, ao "Conroy" da animação Rocket Power e o Boko em The Wild Thornberrys Movie. Ele também já dublou alguns personagens de apoio na animação  Static Shock.

### Como autor, diretor ou produtor
Ele já escreveu, produziu e dirigiu várias peças de teatro e filmes independentes. Seu irmão Akin (pronuncia-se "ah-keen") também é ator e diretor e reside em Dallas, no Texas.

## Filmografia

### Filme
| Ano  | Titulo                           | Papel                      |
| ---- | -------------------------------- | -------------------------- |
| 1987 | Leonard Part 6                   | Bongo Drummer              |
| 1988 | Married to the Mob               | The Face of Justice        |
| 1990 | Miami Blues                      | Blink Willie the Informant |
| 1991 | The Silence of the Lambs         | TV Anchor Man              |
| 1991 | Dead Again                       | Syd – Restaurant Owner     |
| 1992 | The Importance of Being Earnest  | Lane                       |
| 1993 | Undercover Blues                 | Sawyer                     |
| 1993 | Necronomicon                     | Paul (part 3)              |
| 1993 | Philadelphia                     | Jerome Green               |
| 1995 | Born to Be Wild                  | Interpreter                |
| 1995 | A Reason to Believe              | Professor Thurman          |
| 1995 | Fatal Pursuit                    | Trinidad                   |
| 1996 | Multiplicity                     | Paul                       |
| 1996 | Carpool                          | Jeffery                    |
| 1996 | That Thing You Do!               | Lamarr                     |
| 1999 | Life                             | Willie Long                |
| 2000 | The Visit                        | Tony                       |
| 2001 | How High                         | Dean Carl Cain             |
| 2002 | John Q                           | Sergeant Moody             |
| 2002 | The Wild Thornberrys Movie       | Boko (voice)               |
| 2003 | The Great Commission             | Reverend Jesse             |
| 2004 | The Notebook                     | Band Leader                |
| 2004 | The Manchurian Candidate         | Senator Wells              |
| 2004 | After the Sunset                 | Zacharias                  |
| 2004 | Kangaroo Jack: G'Day U.S.A.!     | Chief Ankamuti (voice)     |
| 2004 | Joy Road                         | Dr. Howard Perkins         |
| 2005 | Flip the Script                  | T Mr. Jones                |
| 2006 | The Celestine Prophecy           | Miguel                     |
| 2006 | Material Girls                   | Craig                      |
| 2007 | April Fools                      | Detective Combs            |
| 2007 | Cover                            | Attorney Miller            |
| 2008 | The Eye                          | Dr. Haskins                |
| 2009 | Black Dynamite                   | Osiris                     |
| 2010 | Trapped: Haitian Nights          | Ikliff                     |
| 2010 | The Fallen Faithful              | Reverend Emmanuel          |
| 2011 | All-Star Superman                | Judge / Bibliobot (voices) |
| 2011 | Go Beyond the Lens               | Host                       |
| 2011 | The Trap Door                    | Mesmer                     |
| 2012 | Scooby-Doo! Music of the Vampire | Vampire Actor #4 (voice)   |
| 2012 | The Last Fall                    | Larry Armstrong            |
| 2012 | Santa Paws 2: The Santa Pups     | Mayor Denny                |
| 2013 | Dolls of Voodoo                  | Iklif                      |
| 2014 | The Dead Sea                     | Mayor                      |
| 2014 | Lap Dance                        | Roscoe                     |
| 2015 | American Bad Boy                 | Pastor Lovely              |
| 2015 | Death's Door                     | Mesmer                     |
| 2015 | If I Tell You I Have to Kill You | Jonathan Black             |
| 2016 | Pup Star                         | Big Ears (voice)           |
| 2016 | The Watcher                      | Stark                      |
| 2017 | Pup Star 2: Better Together      | Big Ears (voice)           |
| 2017 | 'Til Death Do us Part            | John Harris                |
| 2018 | The Choir Director               | Mr. Wilcox                 |
| 2018 | Tennis, the Good Boy             | Armon (voice)              |
| 2018 | Kinky                            | Mr. Bernard                |
| 2018 | Jingle Belle                     | Charles Williams           |
| 2018 | Revival                          | Nicodemus                  |
| 2018 | City of Lies                     | Police Chief               |
| 2019 | Mather                           | Mather                     |
| 2020 | Trigger                          | Chief Keaton               |
| 2020 | The Millennial                   | Mr. Burke                  |
| 2021 | Fuhgedd About It                 | Captain Ross               |

### Televisão
| Ano       | Titulo                                            | Papel                                              |
| --------- | ------------------------------------------------- | -------------------------------------------------- |
| 1986      | America's Musical Theater                         | Zodzetrick                                         |
| 1987      | All My Children                                   | Rusty Bennett                                      |
| 1988      | God Bless the Child                               | Raymond Watkins                                    |
| 1988      | Matlock                                           | Backstage Man                                      |
| 1988      | CBS Summer Playhouse                              | Terrence Quimby                                    |
| 1989      | Heart and Soul                                    | Also Taylor                                        |
| 1990      | A Different World                                 | Frank Benning                                      |
| 1992      | The Human Factor                                  |                                                    |
| 1992      | Tales from the Crypt                              | Lieutenant Jamison                                 |
| 1992      | Sisters                                           | Ben                                                |
| 1993      | The Adventures of Brisco County, Jr.              | Mongoose                                           |
| 1994      | M.A.N.T.I.S.                                      | Cornell                                            |
| 1994      | Getting By                                        |                                                    |
| 1994      | Hangin' with Mr. Cooper                           | Jameson Walker                                     |
| 1994      | Tom                                               | Tanner                                             |
| 1994      | Thunder in Paradise                               | Carl                                               |
| 1994      | The Fresh Prince of Bel-Air                       | Gordy Berry                                        |
| 1994      | Touched by an Angel                               | Carter Scans                                       |
| 1995      | Under One Roof                                    | Ben                                                |
| 1995      | Sliders                                           | Cezanne Brown                                      |
| 1995      | Chicago Hope                                      | Charles Ellis                                      |
| 1996      | Soul of the Game                                  | Cum Posey                                          |
| 1996      | The Tomorrow Man                                  | Brian Parish                                       |
| 1996      | The Cherokee Kid                                  | Isom Dart                                          |
| 1997      | Friends                                           | The Director                                       |
| 1997      | The Burning Zone                                  | Vince, Police Lieutenant                           |
| 1997      | Miss Evers' Boys                                  | Willie Johnson                                     |
| 1997      | Sparks                                            | Mr. Kirby                                          |
| 1997      | Spy Game                                          | Lieutenant Wardell                                 |
| 1998      | The Temptations                                   | Berry Gordy                                        |
| 1999      | Introducing Dorothy Dandridge                     | Harold Nicholas                                    |
| 1999      | Xyber 9: New Dawn                                 | Additional Voices (voice)                          |
| 1999–2000 | Dawson's Creek                                    | Principal Howard Green                             |
| 1999–2004 | Rocket Power                                      | Conroy (voice) / Various                           |
| 1999      | The Apartment Complex                             | Chett                                              |
| 1999      | Linc's                                            | Army Vet                                           |
| 2000      | The Outer Limits                                  | Dr. Joseph Lennox                                  |
| 2000      | The Invisible Man                                 | Allardyce                                          |
| 2000      | Cover Me: Based on the True Life of an FBI Family | Sergeant Bonner                                    |
| 2000      | Max Steel                                         | Additional Voices (voice)                          |
| 2001      | Any Day Now                                       | Judge Richards                                     |
| 2001      | Family Law                                        | Philip Hamilton                                    |
| 2001–2002 | Soul Food                                         | Benjamin Chadway                                   |
| 2001–2003 | Static Shock                                      | Watch Store Salesman / Singer / Scientist (voices) |
| 2001      | One Special Moment                                |                                                    |
| 2001      | The Beast                                         | Mr. Lowry                                          |
| 2002      | Redeemer                                          | Charles Henderson                                  |
| 2002–2006 | Half & Half                                       | Charles Thorne                                     |
| 2002      | NYPD Blue                                         | Kevin Dupree                                       |
| 2003–2004 | Karen Sisco                                       | Daniel Burden                                      |
| 2004      | Soap Talk                                         | Himself                                            |
| 2005      | Everwood                                          | Jason                                              |
| 2006–2013 | Winx Club                                         | King Teredor (voice)                               |
| 2007      | Cold Case                                         | Dr. Octavia Leroy                                  |
| 2007      | The Young and the Restless                        | Carter Campbell                                    |
| 2007      | Boston Legal                                      | Dr. Stanley Rivers / Dr. Victor Rivers             |
| 2007      | Girlfriends                                       | Attendant                                          |
| 2008      | Psych                                             | David Gaffney                                      |
| 2008      | Saving Grace                                      | Doc                                                |
| 2009      | NCIS                                              | Joe Banks                                          |
| 2009      | Grey's Anatomy                                    | Dan Gates                                          |
| 2010      | Criminal Minds                                    | Sheriff Sanders                                    |
| 2011      | Private Practice                                  | Dr. Larry Cannon                                   |
| 2011      | Love That Girl!                                   | Jim                                                |
| 2011      | 'Winx Club: Enchantix                             | King Teredor (voice)                               |
| 2013      | Cult                                              | Quentin Farrow                                     |
| 2014      | Enlisted                                          | General Murray                                     |
| 2014      | Kingdom                                           | Detective Gaines                                   |
| 2015      | Hand of God                                       | Bishop Bruce Congdon                               |
| 2015–2020 | The Bold and the Beautiful                        | Julius Avant                                       |
| 2017      | Madam Secretary                                   | President Silvanus Fabre                           |
| 2017      | The Last Tycoon                                   | Les Turpin                                         |
| 2017–2018 | Detroiters                                        | Mr. Duvet                                          |
| 2017      | I'm Dying Up Here                                 | Barton Royce                                       |
| 2017      | D.P.W.                                            | Mayor McCann                                       |
| 2018      | The Good Fight                                    | Danny Quinn                                        |
| 2018–2025 | S.W.A.T.                                          | Daniel Harrelson, Sr.                              |
| 2018      | Forever                                           | Gregory                                            |
| 2018      | Ballers                                           | J.D. Pritchard                                     |
| 2019      | Corporate                                         | Cronker Wilson                                     |
| 2019      | For the People                                    | Philip Kaws                                        |
| 2020      | Little Fires Everywhere                           | George Wright                                      |
| 2020      | Goliath                                           | TBA                                                |

### Jogos de vídeo
| Ano  | Titulo                                       | Papel                     |
| ---- | -------------------------------------------- | ------------------------- |
| 2001 | Star Wars: Galactic Battlegrounds            | Lando Calrissian (voice)  |
| 2001 | Star Wars: Rogue Squadron II - Rogue Leader  | Lando Calrissian (voice)  |
| 2003 | Star Wars: Rogue Squadron III - Rebel Strike | Lando Calrissian (voice)  |
| 2006 | Tom Clancy's Splinter Cell: Double Agent     | Additional Voices (voice) |
| 2012 | Kinect Star Wars                             | Lando Calrissian (voice)  |
| 2015 | Disney Infinity 3.0                          | Lando Calrissian (voice)  |